# ボンナイフ
ボンナイフは、東京都墨田区のボン安全剃刀製作所本舗で製造されていたナイフ。
類似品に大阪の坪米製作所で製造されている「ミッキーナイフ」があり、ボンナイフの製造終了後も製造・販売されていたが、2023年3月に廃業しこちらも製造終了となっている
。

## 概要
安全剃刀のような刃を使った使い捨てナイフ。持ち手に「BON」のアルファベット表記あり。特定の製品の名称だが、同形状の総称として呼称される。
荷紐や紙を切ったり鉛筆を削ったりする用途のほか、工作などにも使用され、刃の付け根が回転して折りたたみできるものもある。小型刃物の肥後守に取って変わり、1970年ごろ（昭和40年代）に流通していたが、鉛筆削り器やカッターナイフの普及にともない製造終了となった。

## 類似商品
- 坪米製作所 - 「ミッキーナイフ」
- ナルビー - 「ナルビーナイフ」
- タクミ - 「ワールドナイフ」

他